# استفان نیمنتوفسکی
استفان نیمنتوفسکی (به انگلیسی: Stefan Niementowski) (آگوست ۴، ۱۸۶۶ – ژوئیه ۱۳، ۱۹۲۵) شیمی‌دان لهستانی بود. سنتز کینولین نیمنتوفسکی و سنتز کینازولین نیمنتوفسکی در شیمی آلی به افتخار وی نامگذاری شده‌است.